# Colne
För andra betydelser, se Colne (olika betydelser).
Colne är en stad och civil parish i grevskapet Lancashire i England. Staden ligger i distriktet Pendle, cirka 36 kilometer nordost om Preston och cirka 9 kilometer nordost om Burnley. Tätortsdelen (built-up area sub division) Colne hade 18 806 invånare vid folkräkningen år 2011.